# Berlin-Marathon 1976
| 3. Berlin-Marathon     | 3. Berlin-Marathon          |
| ---------------------- | --------------------------- |
| Stadt                  | Berlin, Deutschland         |
| Datum                  | 26. September 1976          |
| Distanz                | 42,195 Kilometer            |
| Sieger                 |                             |
| Männer                 | Ingo Sensburg (2:23:08 h)   |
| Frauen                 | Ursula Blaschke (3:04:12 h) |
| ← Berlin-Marathon 1975 | Berlin-Marathon 1977 →      |
| Website                | Offizielle Website          |

Der Berlin-Marathon 1976 war die 3. Ausgabe der jährlich stattfindenden Laufveranstaltung in West-Berlin, Bundesrepublik Deutschland. Der Marathon fand am 26. September 1976 statt.
Bei den Männern gewann Ingo Sensburg in 2:23:08 h, bei den Frauen Ursula Blaschke in 3:04:12 h. 

## Ergebnisse

### Männer
| Platz | Athlet        | Land           | Zeit (h) |
| ----- | ------------- | -------------- | -------- |
| 01    | Ingo Sensburg | BR Deutschland | 2:23:08  |
| 02    | Wolfram Weber | BR Deutschland | 2:24:59  |
| 03    | Michael Weiß  | BR Deutschland | 2:26:27  |

### Frauen
| Platz | Athletin        | Land           | Zeit (h) |
| ----- | --------------- | -------------- | -------- |
| 01    | Ursula Blaschke | BR Deutschland | 3:04:12  |
| 02    | Jutta von Haase | BR Deutschland | 3:05:19  |
| 03    | Siegrid Sucker  | BR Deutschland | 3:18:33  |